# Eotheroides
Eotheroides és un gènere extint de mamífers sirenis de la família dels dugòngids que visqueren durant l'Eocè, fa entre 33,9 i 47,8 milions d'anys. Se n'han trobat restes fòssils a Egipte, els Estats Units, França, l'Índia, Jordània, Madagascar i el Sàhara Occidental. Eren dugòngids de mida mitjana a gran, amb una llargada d'entre 1,5 i 2,5 metres, i tenien una aleta caudal. La seva fórmula dental era {\displaystyle {\tfrac {3.1.5.3}{3.1.5.3}}}. Ja eren animals del tot aquàtics, amb una notable reducció del maluc i els fèmurs. El nom genèric Eotheroides significa ‘[animal] amb forma d'Eotherium’, en referència al nom que li havia estat atribuït originalment, que hagué de ser substituït en ser un homònim més modern de l'animal classificat actualment com a Archaeotherium.